# 32619 Lynnsawyer
32619 Lynnsawyer è un asteroide della fascia principale. Scoperto nel 2001, presenta un'orbita caratterizzata da un semiasse maggiore pari a 2,453745 UA e da un'eccentricità di 0,164992, inclinata di 5,973574° rispetto all'eclittica.